# 衡东县
衡东县为衡阳市辖县。位于湖南省中部、衡阳市东北部，东连攸县，南与安仁县、衡南县为邻，西濒湘江与衡山县隔水相望，北与湘潭、株洲接壤。1966年3月从衡山县析出新置，因位于南岳衡山之东而得名。县域面积1,926平方公里，国内生产总值267.7亿元（2016年），全县常住总人口約57万人，衡东为革命老区、罗荣桓元帅的故乡，县内有荣桓镇（原名寒水乡）以开国元帅罗荣桓的名字而命名。县人民政府驻洣水鎮興衡東路。区域总面积为1,926平方公里。

## 行政区划
衡东县下辖15个镇、2个乡：
洣水镇、石湾镇、新塘镇、大浦镇、吴集镇、甘溪镇、杨林镇、草市镇、杨桥镇、霞流镇、荣恒镇、高湖镇、白莲镇、大桥镇、蓬源镇、南湾乡、石滩乡和大浦工业园。

## 政治

### 现任领导
| 机构     | 衡东县人民政府 县长 | · 中国共产党 · 衡东县委员会 · 书记 | 衡东县人民代表大会 常务委员会 主任 | · 中国人民政治协商会议 · 衡东县委员会 · 主席 |
| -------- | ------------------- | ---------------------------------- | ---------------------------------- | -------------------------------------------- |
| 姓名     | 蒋崇华              | 谭建华                             | 任中元                             | 段忠                                         |
| 民族     | 汉族                | 汉族                               | 汉族                               | 汉族                                         |
| 出生地   | 湖南省耒阳市        | 湖南省衡山县                       | 湖南省衡山县                       | 湖南省衡东县                                 |
| 出生日期 | 1974年11月（50歲）  | 1973年3月（51—52歲）               | 1974年3月（50—51歲）               | 1974年1月（51歲）                            |
| 就任日期 | 2022年3月           | 2022年3月28日                      | 2020年9月                          | 2021年7月                                    |

## 人口
根據第七次人口普查數據，截至2020年11月1日零時，衡東縣常住人口為565423人。
2018年末全县常住人口61.52万人，其中城镇人口24.96万人，农村人口36.56万人。常住人口城镇化率40.6%。年末全县户籍人口75.81万人，其中城镇人口13.56万人，农村人口62.25万人。户籍人口城镇化率17.9%。全年出生人口8257，出生率10.73‰；死亡率7.03‰；自然增长率3.7‰。

## 交通
- 240国道过境。
- 衡山站